# Morowali Utara (Regierungsbezirk)
Morowali Utara (Deutsch: Nordmorowali) ist ein Regierungsbezirk (Kabupaten) auf der indonesischen Insel Sulawesi. Der Bezirk ist Teil der Provinz Sulawesi Tengah (Zentralsulawesi). Verwaltungssitz ist Kolonodale.

## Geographie
Morowali Utara ist der größte Kabupaten der Provinz und hat einen Flächenanteil von 14,8 Prozent.

### Lage und Ausdehnung
Der Bezirk liegt in der östlichen Mitte der Provinz und grenzt im Norden an den Kabuopaten Tojo Una-Una, im Osten an Banggai Kepulauan sowie an den Golf von Tolo, im Südosten an Morowali, im Süden an die Provinz Sulawesi Selatan sowie im Westen an den Kabupaten Poso. Zum Bezirk gehören auch einige Inseln, deren Anzahl aber recht unterschiedlich angegeben wird: 66 (Keputusan_Menteri_Dalam_Negeri_Nomor_100.1.1-6117_Tahun_2022.pdf), 13 (Dalam Angka 2021) oder 9 (nomor.net).

### Grenzpunkte
Der Regierungsbezirk Morowali Utara liegt südlich des Äquators und hat folgende äußere Grenzpunkte:
| Richtung | Kode            | Kec.         | Desa           | Koordinaten         |
| -------- | --------------- | ------------ | -------------- | ------------------- |
| N        | 72.12.09.201400 | Mamosalato   | Menyo'e        | 01°16′24,76″ s. Br. |
| O        | 72.12.09.2007   | Mamosalato   | Lijo           | 122°03′30,57″ ö. L. |
| S        | 72.12.03.2001   | Lembo Raya00 | Dolupo Karya00 | 02°24′39,91″ s. Br. |
| W        | 72.12.05.2010   | Mori Atas    | Saemba         | 120°49′02,00″ ö. L. |

## Verwaltungsgliederung
Der Bezirk Morowali Utara gliedert sich in neun administrative Distrikten (Kecamatan) mit 125 Dörfern (indonesisch Desa), drei davon besitzen als Kelurahan einen urbanen Charakter.

Die Lage der Kecamatan im Kabupaten

| Code 1   | Kecamatan Distrikt | Ibu Kota Verwaltungssitz | Fläche (km²) | Einwohner Census 2010 2 | Volkszählung 2020 | Volkszählung 2020 | Volkszählung 2020 | Anzahl der Dörfer (Desa) | Anzahl der Dörfer (Desa) |
| Code 1   | Kecamatan Distrikt | Ibu Kota Verwaltungssitz | Fläche (km²) | Einwohner Census 2010 2 | Einwohner 3       | 0Dichte 40        | Sex Ratio 5       | Anzahl der Dörfer (Desa) | Anzahl der Dörfer (Desa) |
| -------- | ------------------ | ------------------------ | ------------ | ----------------------- | ----------------- | ----------------- | ----------------- | ------------------------ | ------------------------ |
| 72.12.01 | Petasia            | Kolonodale               | 646,34       | 33.705                  | 17.997            | 27,84             | 106,13            | 10 6)                    |                          |
| 72.12.02 | Petasia Timur      | Bungintimbe              | 509,77       | –0                      | 16.428            | 32,23             | 113,96            | 12                       |                          |
| 72.12.03 | Lembo Raya         | Petumbea                 | 657,61       | –0                      | 8.241             | 12,53             | 107,63            | 10                       |                          |
| 72.12.04 | Lembo              | Beteleme                 | 675,23       | 20.300                  | 14.396            | 21,32             | 108,88            | 14                       |                          |
| 72.12.05 | Mori Atas          | Tomata                   | 1.508,81     | 10.418                  | 12.510            | 8,29              | 108,67            | 14                       |                          |
| 72.12.06 | Mori Utara         | Mayumba                  | 1.048,93     | 6.819                   | 8.023             | 7,65              | 108,50            | 8                        |                          |
| 72.12.07 | Soyo Jaya          | Lembah Sumara            | 605,51       | 7.884                   | 8.821             | 14,57             | 112,71            | 10                       |                          |
| 72.12.08 | Bungku Utara00     | Beturube                 | 2.406,79     | 14.699                  | 15.853            | 6,59              | 105,99            | 23                       |                          |
| 72.12.09 | Mamosalato         | Tanasumpu                | 1.464,99     | 10.269                  | 10.809            | 7,38              | 105,57            | 14                       |                          |
| 72.12.10 | Petasia Barat      | Tiu                      | 480,30       | –0                      | 7.711             | 16,05             | 113,60            | 10                       |                          |
| 72.12    | Morowali Utara     | Morowali Utara           | 10.004,28    | 104.094                 | 120.789           | 12,07             | 108,89            | 125                      |                          |

## Geschichte

### Verwaltungsgeschichte
Durch das Regierungsgesetz Nr. 12 des Jahres 2013 werden neun nördlich gelegene (von 18 insgesamt) Kecamatan (mit 125 der 258 Dörfer) des Kabupaten Morowali abgetrennt und zum neuen Kabupaten Morowali Utara (Nord Morowali) vereinigt. Der „Mutterbezirk“ Morowali verlor hierbei 76,7 Prozent seines Territoriums (10.004,28 von 13.041,32 km²) und 39,2 Prozent seiner Bevölkerung (2012: 92.766 von 236.534 Einw.).
Intern wurden nach der Volkszählung von 2010 drei weitere Kecamatan gebildet:
- Lembo Raya, gebildet aus 10 Dörfern des Kec. Petasia (PERDA 5/2011) *)
- Petasia Timur, gebildet aus 10 Dörfern des Kec. Petasia (PERDA 6/2011)
- Petasia Barat, gebildet aus 10 Dörfern des Kec. Petasia (PERDA 18/2013)

## Demographie
Neben indonesisch werden im Regierungsbezirk drei indigene Sprachen gesprochen (Taa, Bungku und Pamona).
Morowali belegt unter den 13 Untereinheiten der Provinz Sulawesi Tengah bevölkerungsmäßig Rang 11 mit einem Anteil von 4,78 Prozent. Die Bevölkerungsdichte von 17,6 Einw. je km² ist die niedrigste der Provinz, nur ein Drittel des Provinzwerts von 52,3 (Angaben von 2024).52,3.

### Durchschnittswerte der administrativen Einheiten
Für das Jahr 2024 wurden folgende Durchschnittswerte für Einwohnerzahl und Fläche (km²) für die Distrikte und die Dörfer ermittelt.
|                        | Kab. Morowali0 | Kab. Morowali0 | Prov. SULTENG0 | Prov. SULTENG0 |
| Einw.                  | Fläche         | Einw.          | Fläche         |                |
| ---------------------- | -------------- | -------------- | -------------- | -------------- |
| Pro Kecamatan          | 15.400         | 873,60         | 18.397         | 352,03         |
| Pro Desa + Kelurahan00 | 01.232         | 069,89         | 01.596         | 030,54         |

### Soziale Daten 2020
| Merkmal                                                             | Kab. Morowali Utara | 0Prov. Sulawesi Tengah0 |
| ------------------------------------------------------------------- | ------------------- | ----------------------- |
| Bevölkerung unterhalb der Armutsgrenze (Tsd.)00                     | 18,380              | 398,730                 |
| Anteil der „armen Bevölkerung“ (indonesisch Penduduk miskin) (%)000 | 14,100              | 12,920                  |
| Arbeitslosenrate (%)                                                | 5,160               | 3,180                   |
| Lebenserwartung bei der Geburt (Jahre)                              | 69,610              | 68,690                  |
| HDI-Index                                                           | 68,360              | 69,550                  |
| Analphabetenrate (in %, 15+ J.)                                     | 2,750               | 1,760                   |
| Anteil der Altersgruppen                                            | 0Real0              | 0Prozentual0            |
| Kinder (<15 J.)                                                     | 34.1450             | 28,270                  |
| arbeitsfähige Bevölkerung (15–64 J.)                                | 80.3050             | 66,480                  |
| Rentner und Pensionäre (>65 J.)                                     | 6.3390              | 5,250                   |

### Bevölkerungsfortschreibung nach Geschlecht
Die Tabelle gibt die durch die Zivilstandsbüros (Disdukcapil, indonesisch Dinas Kependudukan dan Pencatatan Sipil) veröffentlichten Fortschreibungsergebnisse zum Jahresende wieder.
| Jahr | Gesamt- Bevölkerung | Männer | 00%00 | Frauen | 00%00 | Sex Ratio 5) |
| 2016 | 112.086             | 58.256 | 51,97 | 53.830 | 48,03 | 108,22       |
| 2017 | 119.594             | 62.040 | 51,88 | 57.554 | 48,12 | 107,79       |
| 2018 | 121.249             | 63.193 | 52,12 | 58.056 | 47,88 | 108,85       |
| 2019 | 122.368             | 63.904 | 52,22 | 58.464 | 47,78 | 109,30       |
| 2020 | 123.536             | 65.133 | 52,72 | 58.403 | 47,28 | 111,52       |
| 2021 | 130.278             | 69.608 | 53,43 | 60.670 | 46,57 | 114,73       |
| 2022 | 144.489             | 78.599 | 54,40 | 65.890 | 45,60 | 119,29       |
| 2023 | 148.274             | 80.981 | 54,62 | 67.293 | 45,38 | 120,34       |
| 2024 | 154.004             | 83.888 | 54,47 | 70.116 | 45,53 | 119,64       |

### Aktuelle Daten der Bevölkerungsfortschreibung
Nachfolgende Tabelle gibt den Einwohnerstand nach Geschlecht zur Volkszählung 2020, Ende 2022 sowie zum Jahresende 2024 wieder. Letztere resultieren aus den Ergebnissen der Fortschreibung durch die örtlichen Zivilstandsbüros (Disdukcapil, indonesisch Dinas Kependudukan dan Pencatatan Sipil). Der aktuelle Einwohnerstand kann jederzeit in einer interaktiven Karte abgerufen werden.

| Kecamatan        | Zensus 2020 | Zensus 2020 | Zensus 2020 | Ende 2022 | Ende 2024 | Ende 2024 | Ende 2024 | Fläche km² | Bevöl kerungs dichte | Sex Ratio 5) |
| Kecamatan        | Insg.       | männl.      | weibl.      | Ende 2022 | Insg.     | männl.    | weibl.    | Fläche km² | Bevöl kerungs dichte | Sex Ratio 5) |
| ---------------- | ----------- | ----------- | ----------- | --------- | --------- | --------- | --------- | ---------- | -------------------- | ------------ |
| Petasia          | 17.997      | 9.266       | 8.731       | 18.721    | 23.397    | 12.750    | 10.647    | 211,97     | 110,38               | 119,75       |
| Petasia Timur    | 16.428      | 8.750       | 7.678       | 17.313    | 30.124    | 18.083    | 12.041    | 364,67     | 82,61                | 150,18       |
| Lembo Raya       | 8.241       | 4.272       | 3.969       | 8.345     | 9.630     | 5.175     | 4.455     | 854,75     | 11,27                | 116,16       |
| Lembo            | 14.396      | 7.504       | 6.892       | 14.703    | 17.757    | 9.541     | 8.216     | 430,05     | 41,29                | 116,13       |
| Mori Atas        | 12.510      | 6.515       | 5.995       | 12.921    | 14.421    | 7.555     | 6.866     | 1.046,82   | 13,78                | 110,03       |
| Mori Utara       | 8.023       | 4.175       | 3.848       | 8.253     | 9.658     | 5.080     | 4.578     | 719,97     | 13,41                | 110,97       |
| Soyo Jaya        | 8.821       | 4.674       | 4.147       | 8.986     | 9.861     | 5.263     | 4.598     | 980,37     | 10,06                | 114,46       |
| Bungku Utara     | 15.853      | 8.157       | 7.696       | 16.036    | 17.937    | 9.297     | 8.640     | 2.449,73   | 7,32                 | 107,60       |
| Mamosalato       | 10.809      | 5.551       | 5.258       | 10.882    | 12.311    | 6.405     | 5.906     | 1.398,96   | 8,80                 | 108,45       |
| Petasia Barat    | 7.711       | 4.101       | 3.610       | 7.846     | 8.908     | 4.739     | 4.169     | 278,72     | 31,96                | 113,67       |
| Morowali Utara00 | 120.789     | 62.965      | 57.824      | 124.006   | 154.004   | 83.888    | 70.116    | 8.736,01   | 17,63                | 119,64       |